# اعتبار ویکی‌پدیا

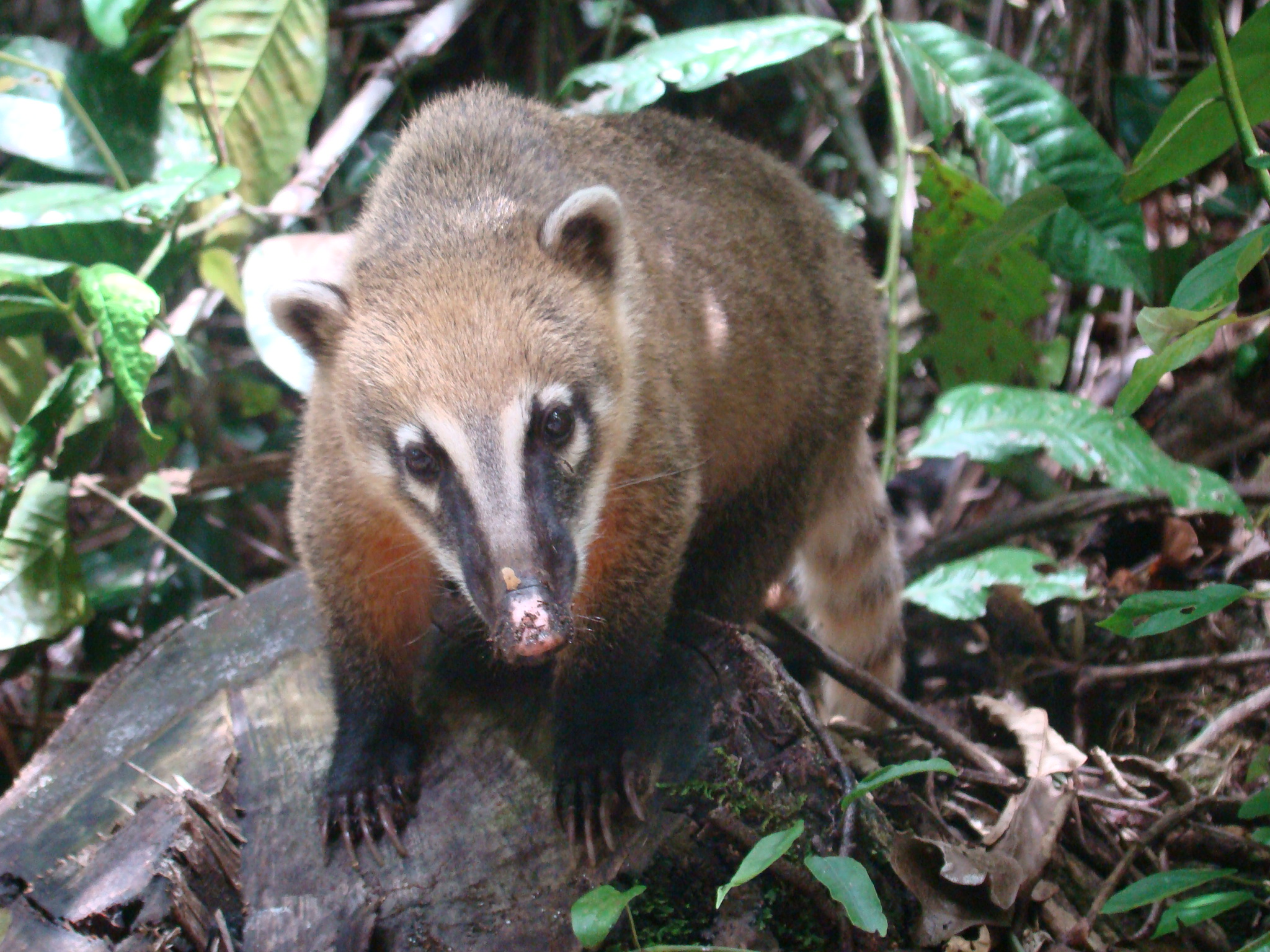
در ویکی‌پدیا یکبار یک اسم ساختگی نوشته شده در مقاله برای کوآتی ۶ سال در مقاله باقی مانده‌است و حتی در کتاب، اینترنت، رسانه و مقالات دانشگاه استفاده شده‌است.

اعتبار ویکی‌پدیا مربوط به اعتبار، تأییدپذیری، صحت ویکی‌پدیا و مدل ویرایش کاربران آن، به‌ویژه در نسخه‌ی زبان انگلیسی آن است. این از موضوعاتی است که در منابع گوناگون در مقایسه با دیگر دانشنامه‌ها یا منابع تخصصی‌تر و از جنبه‌های مختلف از جمله آماری، بازبینی مقایسه‌ای، تحلیل الگوهای تاریخی و نقاط ضعف و قدرت ذاتی شیوهٔ نگارش مورد بررسی قرار گرفته‌است.
ویکی‌پدیا توسط تعداد زیادی از کاربران نوشته می‌شود که ممکن است فردی در هر جایی از جهان باشد که به اینترنت دسترسی دارد و می‌خواهد اطلاعاتش را به اشتراک بگذارد. در این میان گاه اشتباهات یا خرابکاری‌هایی نیز رخ می‌دهد که انتظار می‌رود توسط مشارکت‌کنندگان بعدی اصلاح شوند. باید توجه داشت که یافتن هویت واقعی کسانی که در نوشتن این دانشنامه مشارکت می‌کنند یا حتی اقدام به خرابکاری و افترا زدن به افراد زنده می‌نمایند می‌تواند به علت وجود قوانین حریم خصوصی، اگر نه ناممکن، کار دشواری باشد. در راستای مقابله با این گونه مشکلات در ویکی‌پدیا تمهیداتی برای تسهیل در بازبینی و شناسایی ویرایش‌های غیرمفید اندیشیده شده‌است. با این وجود حجم مطالب واردشده در این دانشنامه به قدری زیاد است که در عمل ناظران قادر نخواهند بود به بررسی همهٔ آن‌ها بپردازند. مسئلهٔ گستردگی ویکی‌پدیا هنگام بررسی صحت اطلاعات آن نیز مشکل‌ساز است به طوری که بررسی صحت همهٔ مطالب برای محققاً ناممکن است. با این وجود برخی پژوهشگران سیستم کنونی ویکی‌پدیا را به اندازهٔ کافی دقیق و قابل بررسی دانسته‌اند.
در سال ۲۰۰۵ مجله نیچر نتایج تحقیقی را منتشر کرد که در آن اطلاعات تعدادی از مقاله‌های علمی ویکی‌پدیا با مطالب مقاله‌های معادلشان در دانشنامهٔ بریتانیکا مقایسه شده بود. در این تحقیق از داوران همتا خواسته شده بود تا به بررسی اطلاعات مقاله‌ها (بدون اینکه بدانند متعلق به کدام دانشنامه است) بپردازند و هرچند به سبک نوشتاری ویکی‌پدیا خرده گرفته شده بود اما نتیجه‌گیری این بود که تفاوت اندکی از نظر صحت اطلاعات میان این دو وجود دارد. اعتبار این تحقیق از سوی دانشنامهٔ بریتانیکا مورد مناقشه قرار گرفت و بریتانیکا ضمن دفاع از پروسهٔ بازبینی خود، به مشکلاتی در تحقیق نیچر و عدم دسترسی به داده‌های خام آن اشاره کرد و آن را فاقد اعتبار خواند. در کنار آن بریتانیکا نتایج بررسی خود از داده‌های موجود را منتشر کرد که در آن اشتباهات ویکی‌پدیا یک‌سوم برابر بیشتر تشخیص داده شده بود. این پاسخ بریتانیکا نیز خود با واکنش نیچر رو به رو شد که به‌طور کامل از مطالبش دفاع کرد.